# The Americano
The Americano é um filme de aventura estadunidense de 1955, dirigido por William Castle para a RKO Pictures.
As locações foram no Brasil e o número musical de Abbe Lane foi supervisionado pelo marido Xavier Cugar. Sarita Montiel chegou a realizar filmagens nas locações mas quando a produção se deslocou para os Estados Unidos ficou sem poder terminar o trabalho, sendo substituída por Lane.

## Elenco
- Glenn Ford...Sam Dent
- Frank Lovejoy...Bento Hermany
- Cesar Romero...Manuel Silvera, "El Gato"
- Ursula Thiess...Marianna
- Abbe Lane...Teresa
- Salvador Baguez...Capitão Gonzalez

## Sinopse
O pecuarista texano Sam Dent vende três touros brahmans a um poderoso fazendeiro brasileiro chamado Barbossa e inicia o longo transporte, de navio e depois trem, até Mato Grosso. Ao chegar à pequena estação férrea de Boa Vista, porém, ninguém aparece para recepcioná-lo e logo descobre que Barbossa foi morto. Com a ajuda de um guia, o falante Manuel Silveira, Sam parte para o rancho de Barbossa pois quer se encontrar com o capataz Bento Hermany, braço direito do falecido. A viagem é dificil inclusive pela travessia de um rio com piranhas. Finalmente Sam se encontra com Hermany que lhe dá o dinheiro combinado pelos touros mas, quando retornava ao Texas, é roubado e com isso tem que ficar mais alguns dias como hóspede do capataz para tentar descobrir o ladrão, ao mesmo tempo que procura se manter neutro na disputa do seu anfitrião contra os pequenos agricultores chamados de "roceiros".